# マーク・バーグ
マーク・バーグ（Mark Burg）は、アメリカ合衆国の映画プロデューサー。

## 作品
- Saw X (2023)
- 侵入する男 The Intruder（2019）
- セインツ -約束の果て-
- 飛びだす 悪魔のいけにえ レザーフェイス一家の逆襲
- ソウ ザ・ファイナル 3D
- ソウ6
- VLOG ～殺人サイト～
- REPO! レポ
- ソウ5
- デッド・サイレンス
- ソウ4
- カタコンベ
- チャーリー・シーンのハーパー★ボーイズ シーズン4
- ソウ3
- チャーリー・シーンのハーパー★ボーイズ シーズン3
- ソウ2
- チャーリー・シーンのハーパー★ボーイズ シーズン2
- ソウ
- チャーリー・シーンのハーパー★ボーイズ シーズン1
- ジョンQ -最後の決断-
- セックスダイアリー
- チャーリー・シーンの ミスター・グッド・アドバイス
- ロックダウン
- ブラック AND ホワイト
- バップス
- ボディ・カウント／ヤバい奴ら
- エディー 勝利の天使
- ポップ・ガン
- アリバイ
- マイ・フレンド・フォーエバー
- ハードロック・ハイジャック
- サンドロット/僕らがいた夏
- トイ・ソルジャー
- さよならゲーム